# Cleora expleta
Cleora expleta là một loài bướm đêm trong họ Geometridae.